# Mbam
Mbam är ett vattendrag i Kamerun.   Det ligger i regionen Centrumregionen, i den centrala delen av landet, 60 km norr om huvudstaden Yaoundé.